# Nam Ngum
Nam Ngum (Lao: ນ້ຳງືມ) är en 354 kilometer lång flod i Laos och en av de största biflödena till Mekongfloden. Den har sitt ursprung i bergsområdena i norra Xieng Khouang provinsen och flyter sedan söderut genom Vientianeprovinsen för att sedan förenas med Mekongfloden i Vientiane. 
Upptagningsområdet för floden bebos av ungefär 1 miljon människor. Nam Ngum är uppdämd och den första, och största, dammen är Nam Ngum Dam som stod färdig 1971. Ytterligare två dammar har byggts i floden och två är under byggnad (2019).
Ett känt turistmål vid floden är den sjö som bildades när Nam Ngum dammen stod färdig. Sjön kantas av många hotell och är ett välbesökt turistmål.